# 约瑟夫·托绍夫斯基
约瑟夫·托绍夫斯基（捷克語：Josef Tošovský，發音：[ˈjɔzɛf ˈtɔʃɔfski:]；1950年9月28日—），捷克政治家，生于纳霍德，1997年12月17日至1998年7月17日任捷克共和国总理。

## 生平
托绍夫斯基是一位无党派人士，他以职业银行家和专家治国者而著称。1973年毕业于布拉格经济大学，获得工程师的头衔。1973至1984年，他是捷克斯洛伐克国家银行的职员，1984至1995年，到商业银行伦敦分行工作，随后出任国家银行行长顾问直到1989年。
1989年东欧剧变后，他受任捷克斯洛伐克中央银行行长，1993年天鵝絨分離后，他继续留任捷克中央银行行长。1995年，他被国际银行家协会评为当年最优秀的银行家，并随即被授予当年欧洲银行家的称号。
1997年11月瓦茨拉夫·克劳斯总理领导的捷克公民民主党因受到收取非法资金和他本人与几项有争议的私有化交易有牵连的指控而宣布辞职，12月17日哈维尔总统任命现任中央银行行长约瑟夫·托绍夫斯基为捷克政府新总理，托绍夫斯基行领导的这届新政府是一个过渡政府，任期到1998年6月提前举行的大选。